# Psíquids

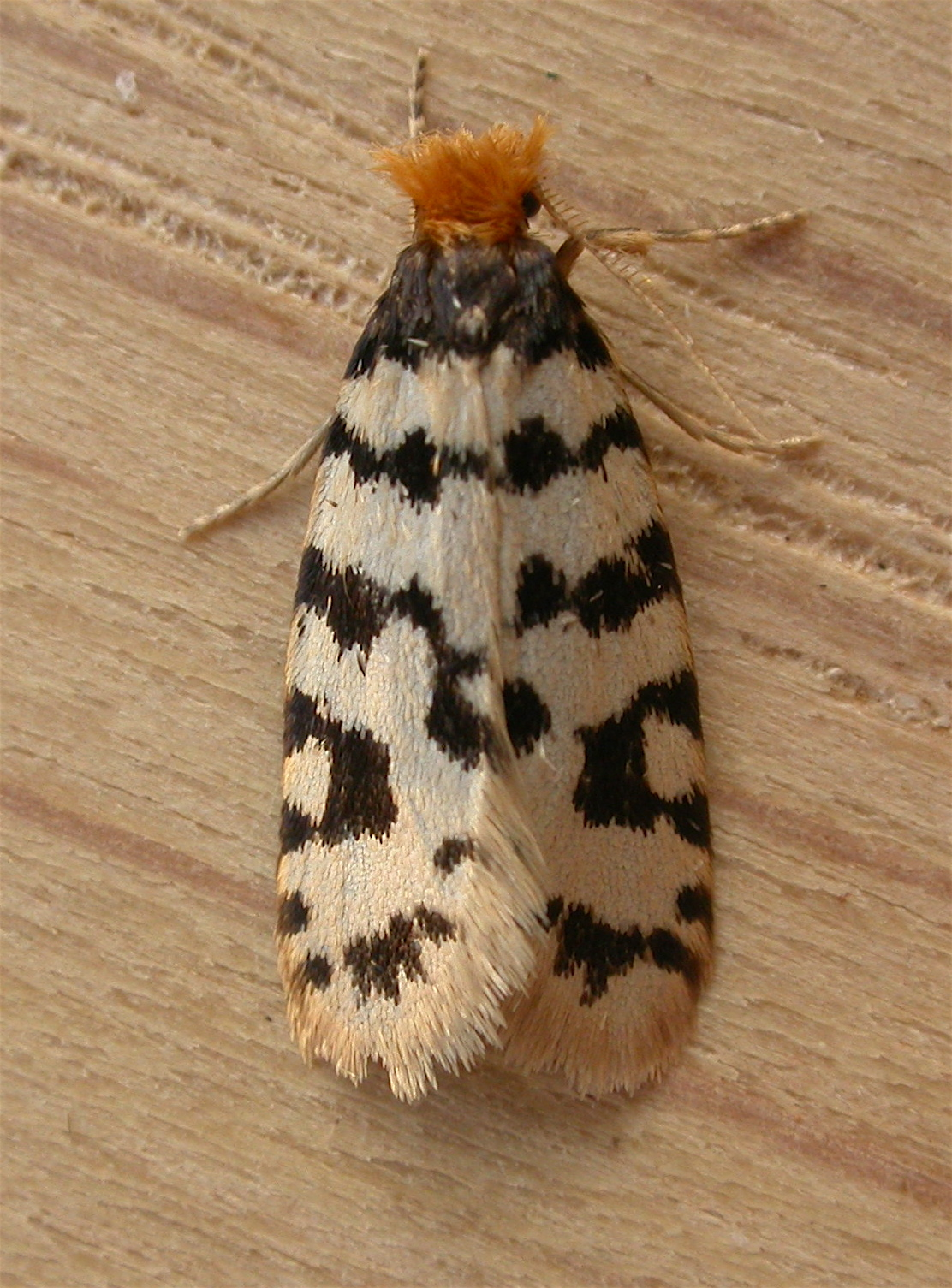
Adult d'una espècie del gènere Iphierga; Austràlia.

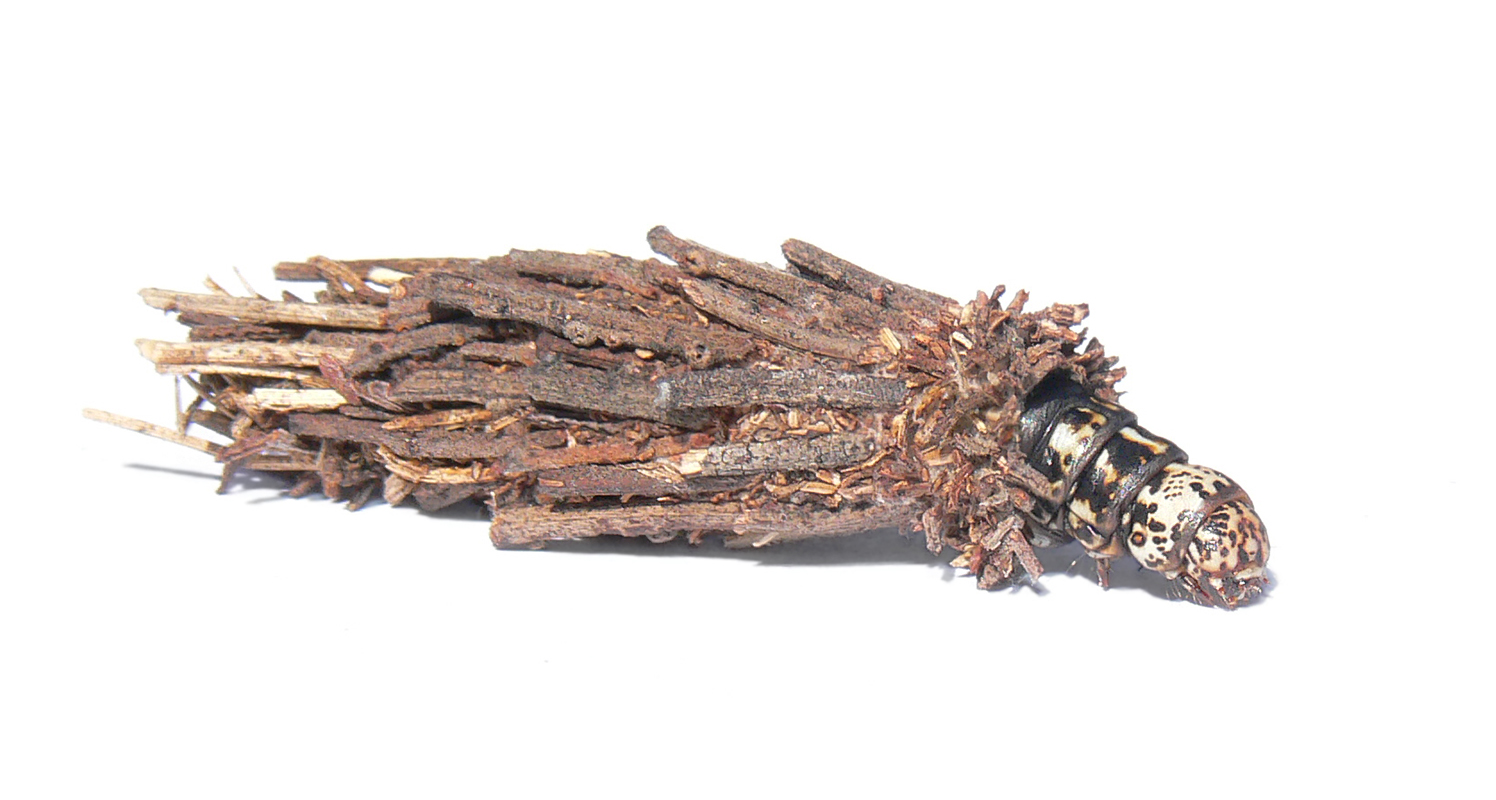
Eruga dins un estoig (possiblement Hyalarcta huebneri)

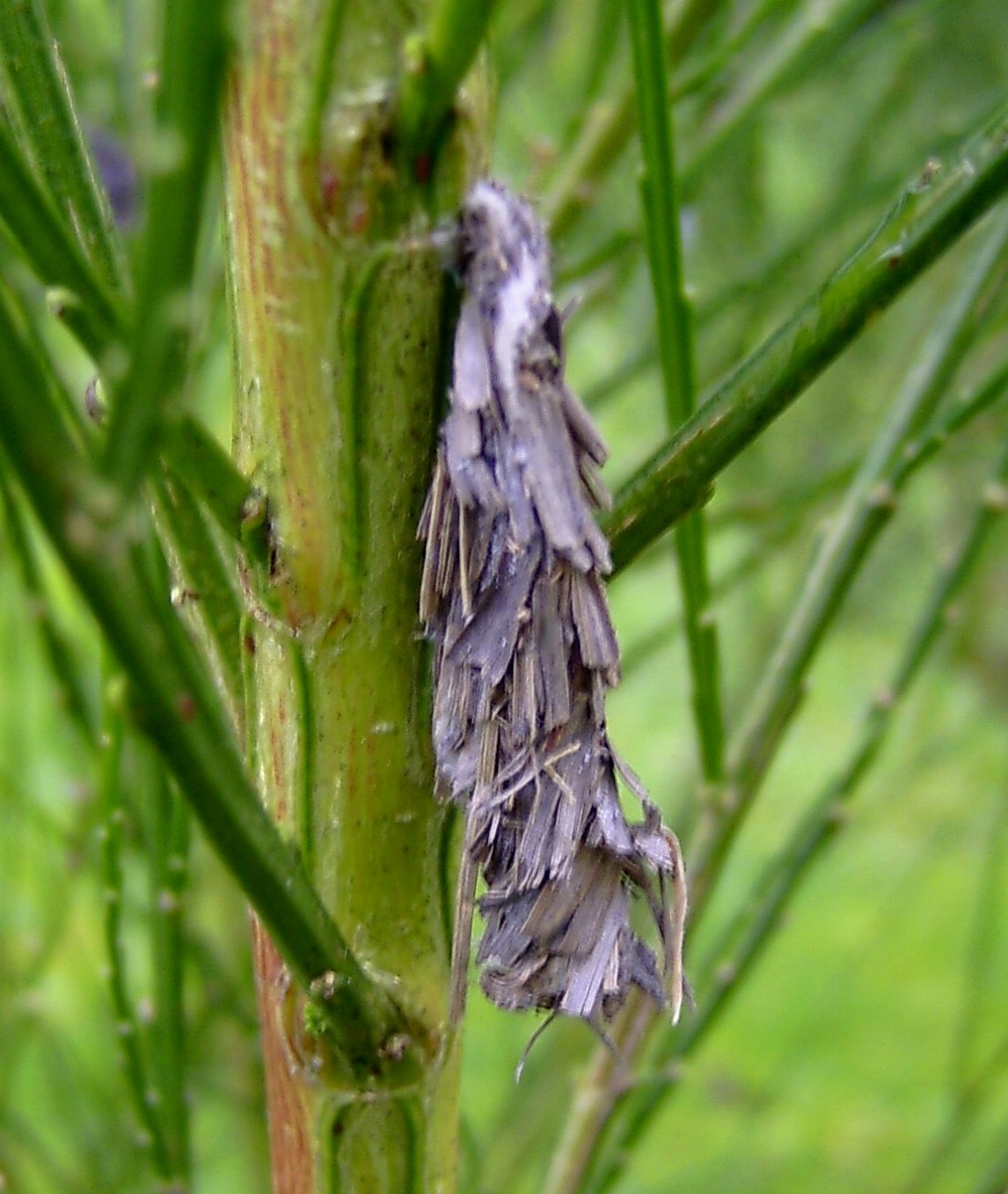
Moixell de Pachythelia villosella (Oiketicinae)

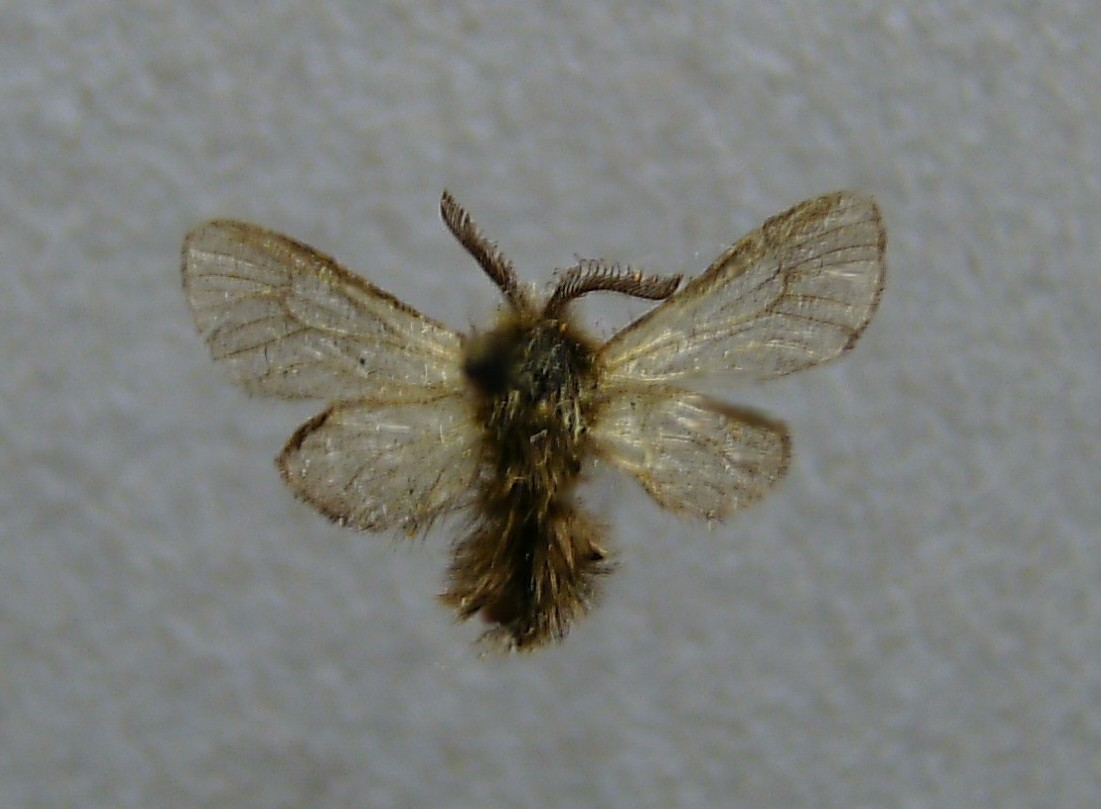
Adult de Phalacropterix graslinella (Oiketicinae)

Els psíquids, arnes d'estoiɡ o moixells errants (Psychidae) són una família de lepidòpters ditrisis de la superfamília dels tineoïdeus (Tineoidea). Les erugues es protegeixen amb un estoig de seda al què s'hi adhereixen materials del seu entorn com ara sorra, líquens o materials vegetals.

## Característiques
Les espècies més menudes no ultrapassen 1 cm de llargada, però hi ha algunes espècies tropicals que poden arribar fins a 15 cm. La forma i els components de l'estoig varien segons l'espècie i els materials que hi hagi a la zona on es troba.

## Història natural
El nom d'arnes d'estoig el reben perquè les erugues es protegeixen amb una càpsula de seda adhesiva per fora i a la que ben aviat s'enganxen partícules vegetals, com trossets de palla o líquens, terra i pols. Així semblen un moixell de detrits o brutícia que va caminant, excepte durant l'estat de crisàlide. Els mascles emergeixen com a papallones menudes, però les femelles d'algunes espècies no tenen ales. Aquestes romanen al moixell tota la vida, ponen els ous a dintre i moren.
La majoria de les espècies de psíquids són inofensives. Les erugues de la majoria de les espècies mengen fulles, però hi ha espècies que poden menjar artròpodes, com la cotxinilla o pastereta Pseudaonidia duplex. Tot i això hi ha algunes que poden causar prejudicis als conreus de cítrics i a certs arbres, com l'acàcia.

## Taxonomia
Hi ha set subfamílies amb 1350 espècies. Hi ha hagut canvis sistemàtics recents i Scoriodytinae s'inclou ací, però no forma part del grup de manera natural.
Subfamília Epichnopteriginae
- Epichnopterix

Subfamília Naryciinae (de vegades a Taleporiinae)
- Dahlica Enderlein, 1912
- Diplodoma (de vegades a Narycia)
- Eosolenobia Filipjev, 1924
- Narycia
- Postsolenobia Meier, 1958
- Siederia

Subfamília Oiketicinae
- Apterona
- Canephora
- Cryptothelea (= Platoeceticus)
- Eumasia
- Eumeta
- Megalophanes
- Oiketicus
- Pachythelia
- Phalacropterix
- Ptilocephala
- Sterrhopterix
- Thyridopteryx

Subfamília Placodominae
- Placodoma

Subfamília Psychinae
- Luffia
- Psyche

Subfamília Taleporiinae
- Bankesia Tutt, 1899
- Brevantennia Sieder, 1953
- Eotaleporia Sauter, 1986
- Praesolenobia Sieder, 1954
- Pseudobankesia Meier, 1963
- Sciopetris Meyrick, 1891
- Taleporia

Subfamília Typhoniinae
- Typhonia

Incertae sedis
- Astala
- Basicladus
- Cebysa
- Coloneura
- Deborrea
- Eurukuttarus
- Hyalarcta
- Hyaloscotes
- Iphierga
- Kotochalia
- Metura
- Prochalia
- Scoriodyta
- Stichobasis
- Zamopsyche